# 루이스 리카르도 레예스
루이스 리카르도 레예스 모레노(스페인어: Luis Ricardo Reyes Moreno, 1991년 4월 3일 ~ )는 멕시코의 축구 선수이다. 포지션은 수비수이며, 현재 멕시코 리가 MX의 클루브 아틀라스에서 활동하고 있다.

## 클럽 경력
2008년에 아틀라스에 입단하면서 선수 생활을 시작했다. 2013년에 아틀라스 성인 팀으로 승격되었지만 한동안 멕시코의 2부, 3부 축구 리그 클럽으로 임대되었다. 2016년 7월 16일에 열린 데포르티보 톨루카와의 경기에 처음 출전하면서 리가 MX 무대에 데뷔한 이후에 아틀라스에서 주전 레프트 백으로 활약하게 된다. 2017 리가 MX 클라우수라 시즌에서는 시즌 베스트 일레븐에 선정되는 영예를 안았다.
2018년 5월 18일에는 아메리카로 이적했고 2018 리가 MX 아페르투라 시즌, 2019 코파 MX 클라우수라 시즌에서 아메리카의 우승을 견인했다.

## 국가대표 경력
2017년 2월 8일에 열린 아이슬란드와의 친선 경기에 처음 출전하면서 데뷔했으며 러시아에서 개최된 2017년 FIFA 컨페더레이션스컵, 미국에서 개최된 2017년 CONCACAF 골드컵에 참가했다.

## 수상

### 국가대표
클루브 아메리카
- 리가 MX 1회 우승 (2018 아페르투라)
- 코파 MX 1회 우승 (2019 클라우수라)
- 캄페온 데 캄페오네스 1회 우승 (2019)

### 개인
- 2017 클라우수라 시즌 리가 MX 베스트 일레븐 선정